# Lindell Wigginton
Lindell Shamar Wigginton, né le 28 mars 1998 à Halifax au Canada, est un joueur canadien de basket-ball. Il mesure 1,85 m et évolue au poste de meneur.

## Biographie

### Carrière universitaire
En novembre 2017, il entre à l'université d'État de l'Iowa en provenance du lycée Oak Hill Academy à Mouth of Wilson, en Virginie. À partir de novembre 2017, il joue pour les Cyclones d'Iowa State.
Au cours de sa première année universitaire, Wigginton est l'un des meilleurs joueurs pour Iowa State, avec des moyennes de 16,7 points, 3,7 rebonds et 2,8 passes décisives par match. Toutefois, il lutte contre son nombre de pertes de balle trop important, perdant la possession 92 fois sur l'année. Après la saison, Wigginton se déclare pour la draft 2018 de la NBA mais il n'engage pas d'agent et doit donc retourner à l'université.
Lors de sa deuxième année, les chiffres de Wigginton ont légèrement diminué après une blessure au pied qui lui a coûté 10 matchs. Mais, Wigginton a tout de même maintenu une moyenne de 13,5 points et 4,1 rebonds par match sur le banc, tout en tirant à 40% aux tirs à 3 points.
Le 4 avril 2019, il engage un agent et annonce sa candidature à la draft 2019 de la NBA,.

### Carrière professionnelle
Le 20 juin 2019, il n'est pas sélectionné lors de la draft 2019 de la NBA.
Début mars 2023, il signe à nouveau un contrat two-way aux Bucks de Milwaukee. Il est coupé en janvier 2024.

### Sélection nationale
En 2016, Wigginton aide l'équipe nationale du Canada à remporter la médaille d'argent au Championnat FIBA Americas des moins de 18 ans à Valdivia, au Chili.
En 2017, il joue un rôle important dans la course au titre remportée par le Canada à la Coupe du monde FIBA des moins de 19 ans 2017 au Caire, en Égypte avec des moyennes de 12,4 points, 7,0 rebonds et 4,2 passes décisives par match pendant le tournoi. Il a manqué les quarts de finale et les demi-finales à cause de symptômes de commotion, mais était de retour pour le match de titre contre l'Italie, marquant onze points tout en totalisant trois rebonds et trois passes.

## Statistiques

### Universitaires
| Saison    | Équipe     | Matchs | Titul. | Min./m | % Tir | % 3pts | % LF | Rbds/m. | Pass/m. | Int/m. | Ctr/m. | Pts/m. |
| --------- | ---------- | ------ | ------ | ------ | ----- | ------ | ---- | ------- | ------- | ------ | ------ | ------ |
| 2017-2018 | Iowa State | 31     | 31     | 33,0   | 41,4  | 40,1   | 66,0 | 3,74    | 2,84    | 0,90   | 0,42   | 16,71  |
| 2018-2019 | Iowa State | 25     | 2      | 26,0   | 41,5  | 39,0   | 72,0 | 4,04    | 2,12    | 0,76   | 0,36   | 13,48  |
| Total     |            | 56     | 33     | 29,8   | 41,4  | 39,7   | 68,7 | 3,88    | 2,52    | 0,84   | 0,39   | 15,27  |

## Palmarès

### Palmarès en club
- Big 12 Sixth Man of the Year (2019)
- Big 12 All-Newcomer Team (2018)